# Travie McCoy

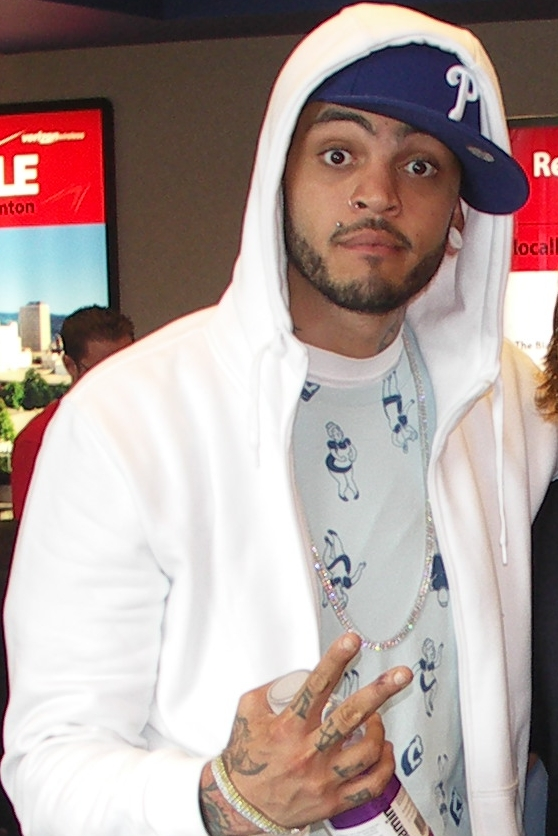
Travie McCoy in Binghamton, 2007

Travis Lazarus „Travie“ McCoy (* 6. August 1981 in Geneva, New York) ist ein US-amerikanischer Sänger. Er ist Frontmann der Alternative-Hip-Hop-Band Gym Class Heroes.

## Werdegang
McCoy wurde als Sohn eines Haitianers geboren. Seine Mutter ist irischer, philippinischer und indianischer Abstammung. Er wuchs in Geneva auf. An der High School lernte er 1997 im Sportunterricht seinen späteren Bandkollegen Matt McGinley kennen. Die beiden begannen mit anderen Musik zu machen. Aus diesen Aktivitäten formierte sich 2001 die Band Gym Class Heroes. Nach sechs gemeinsamen Alben veröffentlichte er im Sommer 2010 sein Solodebüt.
McCoy ist der Ex-Freund von US-Sängerin Katy Perry und der Cousin von US-Rapper Tyga. 2012 hatte McCoy einen Gastauftritt in der Sitcom Malibu Country.

## Diskografie

### Studioalben
| Jahr | Titel   | Höchstplatzierung, Gesamtwochen, AuszeichnungChartplatzierungen (Jahr, Titel, Platzierungen, Wochen, Auszeichnungen, Anmerkungen) | Höchstplatzierung, Gesamtwochen, AuszeichnungChartplatzierungen (Jahr, Titel, Platzierungen, Wochen, Auszeichnungen, Anmerkungen) | Anmerkungen                        |
| Jahr | Titel   | UK | US | Anmerkungen                        |
| ---- | ------- | --- | --- | ---------------------------------- |
| 2010 | Lazarus | UK69 (1 Wo.)UK | US25 Gold · (5 Wo.)US | Erstveröffentlichung: 8. Juni 2010 |

### Singles
| Jahr | Titel Album                       | Höchstplatzierung, Gesamtwochen, AuszeichnungChartplatzierungen (Jahr, Titel, Album, Platzierungen, Wochen, Auszeichnungen, Anmerkungen) | Höchstplatzierung, Gesamtwochen, AuszeichnungChartplatzierungen (Jahr, Titel, Album, Platzierungen, Wochen, Auszeichnungen, Anmerkungen) | Höchstplatzierung, Gesamtwochen, AuszeichnungChartplatzierungen (Jahr, Titel, Album, Platzierungen, Wochen, Auszeichnungen, Anmerkungen) | Höchstplatzierung, Gesamtwochen, AuszeichnungChartplatzierungen (Jahr, Titel, Album, Platzierungen, Wochen, Auszeichnungen, Anmerkungen) | Höchstplatzierung, Gesamtwochen, AuszeichnungChartplatzierungen (Jahr, Titel, Album, Platzierungen, Wochen, Auszeichnungen, Anmerkungen) | Anmerkungen                                                           |
| Jahr | Titel Album                       | DE | AT | CH | UK | US | Anmerkungen                                                           |
| ---- | --------------------------------- | --- | --- | --- | --- | --- | --------------------------------------------------------------------- |
| 2008 | Daylight Ms. Kelly: Diva Deluxe   | — | — | — | UK14 (8 Wo.)UK | — | Erstveröffentlichung: 4. März 2008 Kelly Rowland feat. Travie McCoy   |
| 2009 | Open Happiness –                  | — | AT11 (2 Wo.)AT | — | — | — | Erstveröffentlichung: 13. März 2009 Green, Urie, Stump, Monae & McCoy |
| 2010 | Billionaire Lazarus               | DE16 (20 Wo.)DE | AT11 (15 Wo.)AT | CH14 (18 Wo.)CH | UK3 ×2Doppelplatin · (26 Wo.)UK | US4 ×4Vierfachplatin · (27 Wo.)US | Erstveröffentlichung: 9. Mai 2010 feat. Bruno Mars                    |
| 2010 | Higher Rokstarr                   | — | — | — | UK— GoldUK | US24 Platin · (15 Wo.)US | Erstveröffentlichung: 30. November 2010 Taio Cruz feat. Travie McCoy  |
| 2011 | Pretty Girls –                    | — | — | — | — | US43 (14 Wo.)US | Erstveröffentlichung: 24. Juni 2011 Iyaz feat. Travie McCoy           |
| 2012 | Love Me London with the Lights On | — | — | — | UK5 (5 Wo.)UK | — | Erstveröffentlichung: 4. März 2012 Stooshe feat. Travie McCoy         |
| 2013 | Rough Water –                     | — | — | — | — | US82 (5 Wo.)US | Erstveröffentlichung: Oktober 2013 feat. Jason Mraz                   |
| 2014 | Wrapped Up Never Been Better      | DE11 Gold · (22 Wo.)DE | AT21 (17 Wo.)AT | CH18 (13 Wo.)CH | UK3 Platin · (20 Wo.)UK | — | Erstveröffentlichung: 7. Oktober 2014 Olly Murs feat. Travie McCoy    |

Weitere Singles
- 2010: Need You
- 2010: We’ll Be Alright
- 2010: Superbad [11:34]
- 2014: Keep On Keeping On (mit Brendon Urie)
- 2015: Golden (mit Sia)

## Auszeichnungen für Musikverkäufe
| Goldene Schallplatte - Australien - 2014: für die Single Wrapped Up - Dänemark - 2015: für die Single Wrapped Up - Neuseeland - 2015: für die Single Golden - 2022: für das Album Lazarus - Spanien - 2024: für die Single Billionaire Platin-Schallplatte - Australien - 2015: für die Single Golden - Dänemark - 2022: für die Single Billionaire - Niederlande - 2015: für die Single Wrapped Up - Schweden - 2015: für die Single Wrapped Up | 2× Platin-Schallplatte - Australien - 2010: für die Single Billionaire - Kanada - 2015: für die Single Billionaire 3× Platin-Schallplatte - Neuseeland - 2024: für die Single Billionaire |

Anmerkung: Auszeichnungen in Ländern aus den Charttabellen bzw. Chartboxen sind in ebendiesen zu finden.
| Land/RegionAuszeichnungen für Musikverkäufe (Land/Region, Auszeichnungen, Verkäufe, Quellen) | Gold     | Platin       | Verkäufe  | Quellen                           |
| -------------------------------------------------------------------------------------------- | -------- | ------------ | --------- | --------------------------------- |
| Australien (ARIA)                                                                            | Gold1    | 3× Platin3   | 245.000   | aria.com.au                       |
| Dänemark (IFPI)                                                                              | Gold1    | Platin1      | 135.000   | ifpi.dk                           |
| Deutschland (BVMI)                                                                           | Gold1    | —            | 200.000   | musikindustrie.de                 |
| Kanada (MC)                                                                                  | —        | 2× Platin2   | 160.000   | musiccanada.com                   |
| Neuseeland (RMNZ)                                                                            | 2× Gold2 | 3× Platin3   | 105.000   | aotearoamusiccharts.co.nz NZ2 NZ3 |
| Niederlande (NVPI)                                                                           | —        | Platin1      | 30.000    | nvpi.nl                           |
| Schweden (IFPI)                                                                              | —        | Platin1      | 40.000    | sverigetopplistan.se              |
| Spanien (Promusicae)                                                                         | Gold1    | —            | 30.000    | elportaldemusica.es               |
| Vereinigte Staaten (RIAA)                                                                    | Gold1    | 5× Platin5   | 5.500.000 | riaa.com                          |
| Vereinigtes Königreich (BPI)                                                                 | Gold1    | 3× Platin3   | 2.200.000 | bpi.co.uk                         |
| Insgesamt                                                                                    | 8× Gold8 | 19× Platin19 |           |                                   |